# إيفيت كان
إيفيت كان (بالإنجليزية: Yvette Kane)‏ هي قاضية ومحامية أمريكية، ولدت في 11 نوفمبر 1953 في دونالدسونفيل في الولايات المتحدة.